# Quercus oblongifolia
Quercus oblongifolia Torr. – gatunek rośliny z rodziny bukowatych (Fagaceae Dumort.). Występuje naturalnie w Meksyku (w stanach Kalifornia Dolna, Kalifornia Dolna Południowa, Sonora, Chihuahua i Coahuila) oraz południowo-zachodnich Stanach Zjednoczonych (w Arizonie, Nowym Meksyku i Teksasie).

## Morfologia
PokrójZimozielone drzewo dorastające do 10 m wysokości. Kora ma szarą lub białawą barwę.
LiścieBlaszka liściowa ma kształt od eliptycznego do podługowatego. Mierzy 3–6 cm długości oraz 1–2,5 cm szerokości, jest całobrzega lub falowana na brzegu, ma nasadę od sercowatej do klinowej i wierzchołek od ostrego do zaokrąglonego. Ogonek liściowy jest nagi i ma 2–5 mm długości.
OwoceOrzechy zwane żołędziami o kształcie od jajowatego do podługowatego, dorastają do 12–17 mm długości i 10–12 mm średnicy. Osadzone są pojedynczo w miseczkach w kształcie kubka, które mierzą 6–8 mm długości i 10–13 mm średnicy. Orzechy otulone są w miseczkach do 35% ich długości.

## Biologia i ekologia
Rośnie w kanionach, na łąkach oraz stoliwach. Występuje na wysokości od 1300 do 1700 m n.p.m.